# Paride
Paride ist als eine italienische Form von Paris ein italienischer männlicher Vorname.

## Namensträger
- Paride Andreoli (* 1956), san-marinesischer Politiker
- Paride Grillo (* 1982), italienischer Radrennfahrer
- Paride Pelli (1910–1968), Schweizer Rechtsanwalt und Politiker
- Paride Taban (1936–2023), südsudanesischer Geistlicher, Bischof von Torit
- Paride Tumburus (1939–2015), italienischer Fußballspieler und -trainer